# Crassula ausensis
Crassula ausensis ist eine Pflanzenart aus der Familie der Dickblattgewächse (Crassulaceae).

## Beschreibung
Die zwergigen Pflanzen sind stark verzweigt und bilden Gruppen. Die Blätter stehen in einer basalen Rosette. Die verkehrt lanzettlich bis elliptischen Blätter werden 15 bis 35 Millimeter lang und 6 bis 11 Millimeter breit. Die graugrüne Epidermis ist mit kurzen ausgebreiteten Haaren besetzt. An den Spitzen und an den Rändern sind die Blätter rötlich gefärbt. Der Blütenstand wird aus verlängerten Thyrsen mit mehreren kugeligen Dichasien gebildet. Der Blütenstiel kann bis zu 80 Millimeter lang werden. Die dreieckigen, zugespitzten Kelchblätter werden bis 3 Millimeter lang und sind an den Rändern gewimpert. Die Blütenblätter bilden eine bis 6 Millimeter lange Röhre und sind weiß bis cremefarben. 

## Verbreitung
Die sukkulente Art wächst im Süden von Namibia in den Ebenen mit Quarz- und Granitkieseln. 

## Systematik

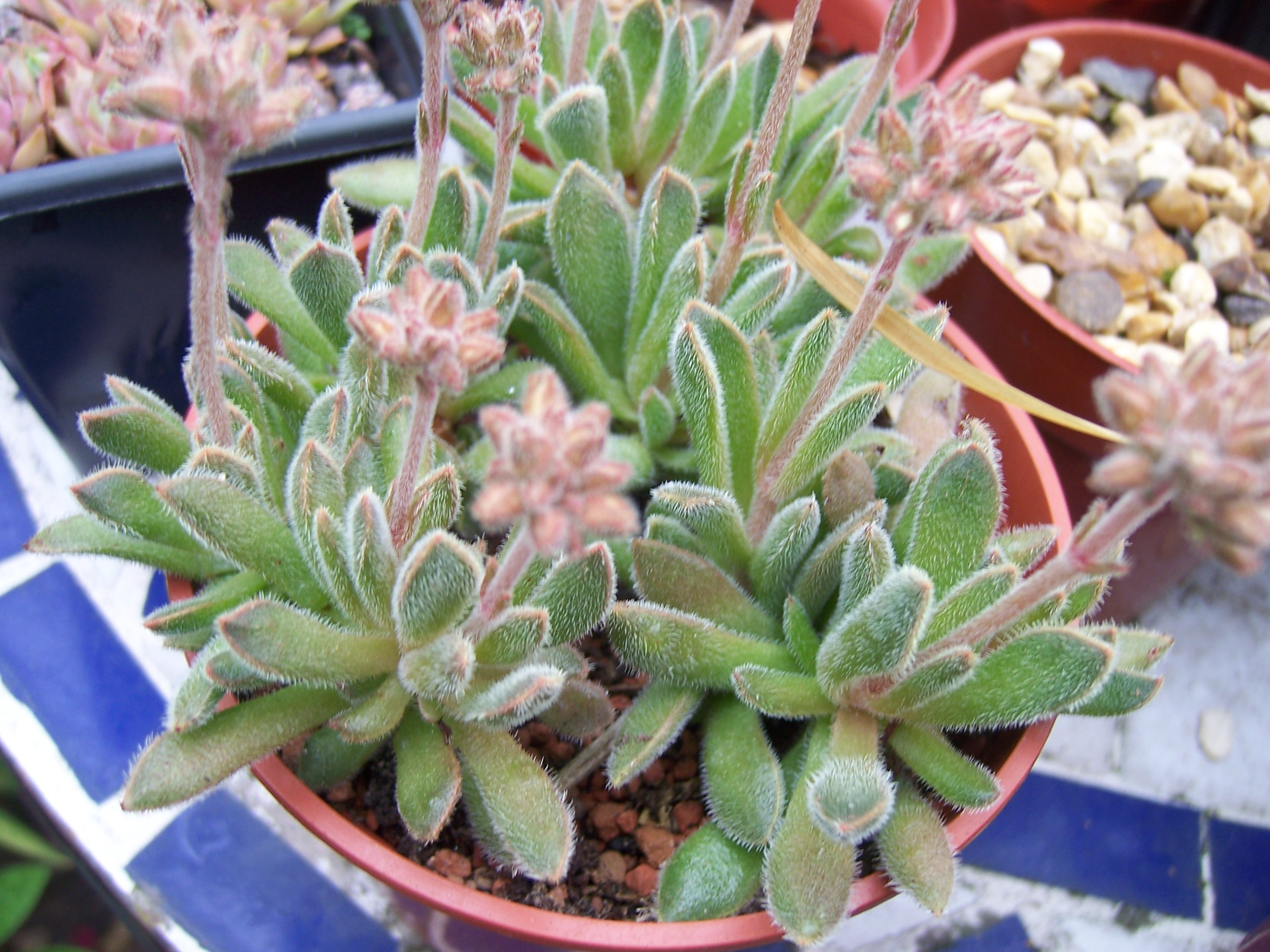
Crassula ausensis subsp. giessii

Die Erstbeschreibung erfolgte 1952 durch Paul Clifford Hutchison.
Synonyme sind Crassula ausiensis hort., Crassula hofmeyeriana Dinter (1923), Crassula karasana H.-C.Friedrich (1960) und Crassula littlewoodii H.-C.Friedrich (1967).
Es werden drei Unterarten unterschieden, die sich im Habitus der Blätter von der Art abgrenzen:
- Crassula ausensis subsp. ausensis
- Crassula ausensis subsp. giessii (H.-C. Friedrich) Tölken, im Unterschied zur Stammart sind die Blätter verkehrt eiförmig, mit wenig Filz besetzt und besitzen am Rand lange Wimpern. Am Blütenstand werden Verzweigungen mit bis zu fünf sitzenden Blüten ausgebildet.
- Crassula ausensis subsp. titanopsis Pavelka, im Unterschied zur Stammart wird diese Unterart deutlich kleiner. Die eiförmigen bis verkehrt eiförmigen Blätter sind regelmäßig mit sehr kleinen weißen und etwa 1 × 1 Millimeter großen Papillen besetzt. Es werden keine langen Randwimpern ausgebildet.

## Nachweise